# Overflow
Overflow är ett band från USA. Billy Martin och J.D. Baudean började skriva texter tillsammans år 1995 och ett år senare träffade de Steve Sievers, och hans källare började användas som deras replokal. Steves äldre bror föreslog att Steves band skulle heta "Fruits Overflowing With Juices" men de bestämde sig för att bara använda Overflow. 1997 hade de sin första konsert och började bli mer och mer kända.
Billy Martin är idag gitarrist i Good Charlotte. Billy och Steve har ett eget klädmärke: Level 27 Clothing.

## Medlemmar
- Billy Martin – sång, gitarr
- J.D.Baudean – basgitarr, bakgrundssång
- Steve Sievers – trummor